# Paloma Ávila
Paloma Ávila de Grado, (Madrid, 26 de noviembre de 1944) es una economista española especializada en relaciones económicas internacionales. Ha ocupado puestos relevantes en Organismos Internacionales en Europa y EE. UU. Pertenece al cuerpo de Técnicos Comerciales y Economista del Estado desde 1989.

## Formación
Licenciada en Ciencias Económicas y Empresariales por la Universidad Complutense de Madrid en el año 1966. Se trasladó a EE. UU., a Nueva York, para hacer un Máster en Economía por la Universidad de Nueva York en el año 1979. En esta universidad realizó su tesis sobre "La utilización de series temporales con cross data sectoriales aplicada a los datos del mercado de trabajo español".  En sus más de diez años de residencia en Nueva York, interesada en la psicología, estudió un Master en Sicología Clínica por la New School for Social Research de Nueva York en el año 1982. Su tesis la realizó sobre "El concepto de normalidad en sicología clínica".

## Desarrollo Profesional y Organismos Internacionales
Su carrera profesional la inició en la enseñanza formando parte de la Cátedra de Teoría Económica en la Universidad Complutense de Madrid con el profesor Dr Luis Ángel Rojo.
En 1970 fue nombrada Profesora Asociada de la Cátedra de Economía en la Facultad de Derecho de la Universidad de La Laguna  y profesora titular de Economía para la Dirección en el Instituto Universitario de la Empresa (IUDE) de esa misma Universidad, creado y dirigido en 1969 por  el presidente del Gobierno de Canarias Jerónimo Saavedra.
Economista especializada en Relaciones Económicas Internacionales.  Fue economista del departamento de Estudios de la Compañía Española de Seguro de Crédito a la Exportación (CESCE) entre 1972 y 1974. Colaboración a mediados de los 70 con el Institut for social Analysis creado y dirigido en Nueva York por el Profesor W. Leontieff para el desarrollo de aplicaciones de las Tablas Input Output a escala mundial.
En 1979 fue contratada como economista en el Departamento de Asuntos Económicos y Sociales  por la Secretaria General de Naciones Unidas en Nueva York de cuyo staff ha sido miembro permanente. En el Departamento de Estadística, contribuyó al análisis comparativo de metodologías de estimación de distribución de la renta, publicado in A Survey of National Sources of Income distribution Statistics, y de elaboración de Tablas Input Output, cuyos resultados fueron publicados por la United Nations Organization for Industrial Development (UNIDO). En el Departamento de Asuntos Económicos y Sociales Internacionales (DIESA, Department of International Economic and Social Affairs), contribuyó a la publicación anual World Economic Survey con el análisis de los países del África subsahariana y de las tendencias de la producción y comercio internacional de alimentos.
En 1985  es nombrada Subdirectora de Análisis Comercial del Instituto Nacional de Industria (INI), encargándose de la elaboración de la Balanza de Pagos del Instituto, además de ser miembro de los Consejos de Administración de Aresbank y de varias empresas del Grupo (Babcock Wilcox, Carboex y Artespaña).
Entre 1990 y 1992 es Asesora Ejecutiva en el Gabinete del Ministro de Industria y Energía con el ministro Claudio Aranzadi. Participa en las negociaciones del Reglamento europeo del control de concentración de empresas, colabora en el seguimiento del cumplimiento de la normativa comunitaria sobre Ayudas Públicas al sector naval español y coordina la elaboración del Plan Energético Nacional 1991-2000
En 1992 es nombrada Consejera Económica y Comercial en la Representación Permanente de España ante la Organización de Cooperación al Desarrollo Económico (OCDE) en París. Su labor en este puesto se desarrolla a lo largo de 10 años, distribuidos en dos etapas. De 1992 a 1997, ejerce como representante de España en el Economic Policy Committee, responsable de la elaboración de las previsiones y directrices macroeconómícas de los países miembros publicadas semestralmente en su Economic Outlook,  y en el Comité de Revisión de Desarrollo Económico (Economic Development Review Committee EDRC), del que fue Vicepresidenta en 1995, y cuya evaluación de la política económica de cada país miembro es publicada en el correspondiente Economic Survey. 
Fue Consejera Económica y Comercial en la OMC, Organización Mundial del Comercio, en Ginebra en el año 2001 para apoyar la Presidencia Española de la Unión Europea.
En la segunda etapa, en la OCDE. entre 2004 a 2009, representa a España en el Investment Committee, y en el Working Group Against Bribery of Foreign Public Officials in International Business Transactions. En el Comité de Inversión participó en la vigilancia del cumplimiento de las Directrices para Empresas Multinacionales para el comportamiento ético en materia de medioambiente, normas laborables y fiscales, derechos humanos. En el  Grupo de Trabajo contra la Corrupción Extranjera colabora al  cumplimiento de los compromisos adoptados por los Estados que son Partes signatarias de la OECD Convention on Combating Bribery of foreign public officials in international business transactions, vigente desde 1999.
Directora de Promoción de la Comisión Nacional de la Competencia (CNC) de 2009 a 2011 en Madrid. Responsable de vigilar el impacto sobre la competencia de la actividad regulatoria de las Administraciones Públicas, incluyendo la elaboración de informes sobre Proyectos Normativos de ámbito nacional.
En 2011 es nombrada Consejera de la Comisión Nacional de la Competencia, organismo público que promueve y defiende el buen funcionamiento de los mercados en interés de los consumidores y de las empresas.

## Publicaciones en obras colectivas
"El reglamento comunitario de control de concentraciones de Empresas" Economía industrial, ISSN 0422-2784, Nº 270, 1989, págs. 69-75)
“El papel de la Comisión Nacional de Competencia en la actividad de regulación de las administraciones públicas”
"Derecho de la competencia y regulación en la actividad de las administraciones públicas" / coord. por Javier Guillén Caramés , 2011, ISBN 978-84-470-3816-9, págs. 375-392